# Sheila Fraser
Pour les articles homonymes, voir Fraser.
Sheila Fraser est la vérificatrice générale du Canada de 2001 à 2011.  Nommée par le premier ministre Jean Chrétien, elle est la première femme à occuper ce poste,.

## Biographie
Elle nait à Dundee, en Montérégie, au Québec (Canada).  Son père, Kenneth Fraser, est député pour le Parti libéral du Québec et représente la circonscription électorale de Hungtindon entre 1966 et 1976 à l'Assemblée nationale.
Elle est diplômée en commerce de l'Université McGill en 1972, et devient comptable agréée en 1974, se joignant cette même année au cabinet Clarkson Gordon (futur Ernst & Young),,. En 1977, elle est transférée au bureau de Québec de la firme, où elle demeurera pendant 20 ans ; ce séjour lui permettra d'apprendre le français.  En 1981, elle deviendra la deuxième femme seulement à devenir associée du cabinet Clarkson Gordon.  Elle est vice-présidente et trésorière de la candidature de la ville de Québec lors de la sélection de la ville hôte pour les Jeux olympiques d'hiver de 2002.
En 2001, alors sous-vérificatrice générale du Canada depuis 1999, elle est choisie par le premier ministre du Canada Jean Chrétien pour devenir vérificatrice générale,. Elle marquera ce poste durant son mandat en ayant un impact majeur sur la vie politique canadienne,.  On doit à ses rapports entre autres la révélation du scandale des commandites, la démission du Commissaire à la protection de la vie privée du Canada George Radwanski pour sa mauvaise gestion et le « régime de terreur » qu'il imposait, la mise au jour de l'explosion des coûts du Registre canadien des armes à feu, des conditions de vie misérables des autochtones, des surplus de la caisse de l'Assurance-emploi se comptant en dizaines de milliards de dollars canadiens…,,.  Elle est décrite comme une excellente communicatrice, présentant un style se démarquant de celui de ses prédécesseurs, avec des phrases-chocs pour vulgariser le contenu de ses rapports ; on lui reproche cependant sa présence médiatique et politique importante pour une non-élue.  Son intégrité et sa rigueur sont reconnues, et elle a été recommandée par le gouvernement américain pour diriger le  Bureau des services du contrôle interne de l'ONU, offre qu'elle a refusé pour terminer son mandat de vérificatrice générale.  Elle quitte son poste le 30 mai 2011. 
En 2015, elle est membre des conseils d'administration de la plus importante compagnie d'assurance canadienne, la Financière Manuvie, de l'entreprise de production de matériel de transport Bombardier, d'une organisation pour resserrer les liens entre les peuples autochtones canadiens et les autres canadiens (Les Canadiens pour un Nouveau Partenariat), de RLE – IIDD (Institut international du développement durable - Région des lacs expérimentaux, en anglais IISD Experimental Lakes Area Inc.) et de la Banque alimentaire d'Ottawa.

## Prix et distinctions
- 1993 : Prix CA Émérite de l'Ordre des Comptables agréés du Québec[2].
- 1994 : Membre d'honneur (Fellow)  de l'Ordre des comptables agréés du Québec[2].
- 2000 : Fellow de l'Institut des compatbles agréés de l'Ontario[2].
- 2004 : Lors de consultations menées par la CBC pour déterminer la plus grande personnalité de l'histoire canadienne, Sheila Fraser obtient le 66e rang du top 100[7].
- 2009 : Prix de mérite exceptionnel de l'Institut des comptables agréés de l'Ontario[2].
- Doctorat Honoris Causa (liste non exhaustive) de l'Université du Québec à Montréal[8], de l'Université Simon Fraser, de l'Université Carleton, de l'Université de Nipissing, de l'Université de Waterloo, de l'Université de Montréal et de l'Université Queen's[9].